# Novocervone, Troițke
Novocervone (în ucraineană Новочервоне) este o comună în raionul Troițke, regiunea Luhansk, Ucraina, formată numai din satul de reședință.

## Demografie
Componența lingvistică a comunei Novocervone
     Ucraineană (95,41%)
     Rusă (4,32%)
Conform recensământului din 2001, majoritatea populației comunei Novocervone era vorbitoare de ucraineană (95,41%), existând în minoritate și vorbitori de rusă (4,32%).